# Proctacanthus hinei
Proctacanthus hinei là một loài ruồi trong họ Asilidae. Proctacanthus hinei được Bromley miêu tả năm 1928. Loài này phân bố ở vùng Tân Bắc giới.